# Nabój .221 Remington Fireball
.221 Remington Fireball – amerykański nabój pistoletowy zaprojektowany dla pistoletu jednostrzałowego Remington XP-100 w 1963 roku.